# Heterolocha lunilinea
Heterolocha lunilinea är en fjärilsart som beskrevs av George Francis Hampson 1907. Heterolocha lunilinea ingår i släktet Heterolocha och familjen mätare. Inga underarter finns listade i Catalogue of Life.